# Reika Kirishima
Reika Kirishima (霧島れいか Kirishima Reika?,  Niigata, Japón, 5 de agosto de 1972) es una actriz japonesa.

## Dramas
- Momikeshite Fuyu SP (NTV, 2019)
- Watashi, Teiji de Kaerimasu (TBS, 2019) ep.6
- Kinkyu Torishirabeshitsu 3 (TV Asahi, 2019) ep.8
- Hakui no Senshi (NTV, 2019) ep.4
- Switched (Netflix, 2018)
- Meishi Game (WOWOW, 2017)
- Kirawareru Yuuki (Fuji TV, 2017, ep3)
- Aogeba Totoshi (TBS, 2016, ep5-6)
- Doctor Car (YTV, 2016, ep2)
- Transit Girls (Fuji TV, 2015)
- Okitegami Kyoko no Biboroku (NTV, 2015, ep1)
- Shingari (WOWOW, 2015)
- Keiji 7-nin (TV Asahi, 2015, ep7)
- Risk no Kamisama (Fuji TV, 2015, ep1)
- She (Fuji TV, 2015)
- Renai Jidai (YTV, 2015)
- Tenshi to Akuma (TV Asahi, 2015, ep1)
- Legal High SP 2014 (Fuji TV, 2014)
- Suteki na Sen TAXI (Fuji TV, 2014, ep2)
- Zero no Shinjitsu (TV Asahi, 2014, ep7-8)
- Tokusou (WOWOW, 2014)
- Alice no Toge (TBS, 2014)
- Kyumei Byoto 24 Ji 5 (Fuji TV, 2013)
- Soratobu Kouhoushitsu (TBS, 2013, ep3,7)
- Apoyan (TBS, 2013, ep7)
- Last Hope (Fuji TV, 2013)
- Iki mo Dekinai Natsu (Fuji TV, 2012)
- Suitei Yuuzai (WOWOW, 2012)
- Strawberry Night (Fuji TV, 2012, ep10-11)
- Honjitsu wa Taian Nari (NHK, 2012)
- Jiu (TV Asahi, 2011, ep8)
- Zettai Reido (Fuji TV, 2011, ep6)
- Control ~ Hanzai Shinri Sousa (Fuji TV, 2011, ep3)
- Shakking 2 (WOWOW, 2011)
- Perfect Report (Fuji TV, 2010, ep5,7,9)
- Shinya Shokudo (MBS, 2009, ep6)
- Moso Shimai (NTV, 2009, ep11)
- Kiina (NTV, 2009, ep1)
- Room of King (Fuji TV, 2008, ep1-2,4)
- 33pun Tantei (Fuji TV, 2008, ep8)
- The Quiz Show (NTV, 2008)
- Tokyo Ghost Trip (Tokyo MX, 2008, ep10)
- Jinsei wa Full Course (NHK, 2006)

## Películas
- Drive My Car (2021)
- Kazoku Gokko (2015)
- Bread of Happiness (2012)
- Vanished: Age 7 (2011)
- Norwegian Wood (Tokio Blues) (2010)
- The Chasing World 2 (2010)
- Memoirs of a Teenage Amnesiac (2010)
- Permanent Nobara (2010)
- Heaven's Door (2009)
- Chichan wa sokyu no muko (2008)
- The scary folklore: Omote no sho (2007)
- Private Dreams (2007)
- Inugoe: Happy Dog Paws (2006)
- @babymail (2005)
- A Stranger of Mine (2005)
- Godzilla: Final Wars (2004)
- Last Quarter (2004)
- Seventh Anniversary (2003)
- Alive (2003)
- The Ultimate Versus (2000)

## Enlaces
- Sitio Oficial (Agencia)
- Twitter
- Instagram

- Datos: Q11660867